# Alfio Giomi
Alfio Giomi (né le 29 mars 1948 à Grosseto) est un dirigeant sportif italien, président de la Fédération italienne d'athlétisme depuis le 2 décembre 2012. De 2003 à 2007, puis à compter d'avril 2015, il est membre du Conseil de l'Association européenne d'athlétisme.